# Tunnel Vision
„Tunnel Vision” este un cântec înregistrat de compozitorul și cântărețul american Justin Timberlake pentru al patrulea lui album de studio, The 20/20 Experience – 2 of 2 (2013). Timberlake a scris și produs cântecul împreună cu Timothy „Timbaland” Mosley și Jerome „J-Roc” Harmon, cu ajutorul lui James Fauntleroy. Cântecul a fost lansat în format digital pe 14 iunie 2013 de către RCA Records ca al treilea single de pe The 20/20 Experience – 2 of 2. „Tunnel Vision” este un cântec R&B cu influențe EDM. 
„Tunnel Vision” a primit în general păreri pozitive din partea criticilor muzicali, mulți dintre ei admirând producția lui Timbaland și comparând-o cu munca lui împreună cu Aaliyah. Criticii a spus, de asemenea, că „Tunnel Vision” este cea mai mare realizare a albumului. După lansarea albumului, a ajuns în topurile din Coreea de Sud și SUA datorită numărului mare de vânzări digitale. În Coreea de Sud a debutat pe locul al 27-lea, cu vânzări de peste 6,670 exemplare în format digital. În Billboard Hot R&B/Hip-Hop Songs s-a clasat pe poziția a 40-a. A fost un single de succes în UK R&B Singles Chart, unde a ajuns pe locul al nouălea.
Videoclipul muzical a fost regizat de Jonathan Craven, Simon McLoughlin și Jeff Nicolas, și a fost lansat pe canalul oficial Vevo al lui Timberlake. În videoclipul de 7 minute, Timberlake și Timbaland privesc trei femei goale și dansează. Criticii au clasat videoclipul ca fiind NSFW, și a creat multe asemănări cu single-ul lui Robin Thicke in 2013, „Blurred Lines”. Deși a fost interzis pe YouTube, videoclipul pentru „Tunnel Vision” a fost readăugat pentru utilizatorii care trebuiau să confirme că au peste 18 ani. Cântecul a făcut parte din lista lui Timberlake pentru turneul-concert împreună cu rapper-ul Jay-Z, Legends of the Summer (2013) și al cincelea lui turneu solo intitulat The 20/20 Experience World Tour (2013-2014).

## Versiuni
1. „Tunnel Vision” (Radio edit)   – 4:45
2. „Tunnel Vision”  – 6:47

## Topuri
| Top (2013)                                    | Poziție de top |
| --------------------------------------------- | -------------- |
| Australia (ARIA)                              | 63             |
| Australia Urban (ARIA)                        | 12             |
| Belgia (Ultratip Flanders)                    | 49             |
| Belgia (Ultratop Flanders Urban)              | 42             |
| Irlanda (IRMA)                                | 75             |
| Lebanon (The Official Lebanese Top 20)        | 16             |
| Coreea de Sud (Gaon International Chart)      | 27             |
| Ucraina (FDR Pop Singles Chart)               | 9              |
| UK Singles (Official Charts Company)          | 61             |
| UK R&B (Official Charts Company)              | 8              |
| US Bubbling Under Hot 100 Singles (Billboard) | 11             |
| US Hot R&B/Hip-Hop Songs (Billboard)          | 40             |
| US Pop Digital Songs (Billboard)              | 46             |

## Datele lansării
| Țara          | Data          | Format            | Casa de discuri |
| ------------- | ------------- | ----------------- | --------------- |
| Australia     | 14 iunie 2013 | versiune digitală | Sony            |
| Belgia        | 14 iunie 2013 | versiune digitală | Sony            |
| Danemarca     | 14 iunie 2013 | versiune digitală | Sony            |
| Finlanda      | 14 iunie 2013 | versiune digitală | Sony            |
| Franța        | 14 iunie 2013 | versiune digitală | Sony            |
| Italia        | 14 iunie 2013 | versiune digitală | Sony            |
| Luxemburg     | 14 iunie 2013 | versiune digitală | Sony            |
| Mexic         | 14 iunie 2013 | versiune digitală | Sony            |
| Țările de Jos | 14 iunie 2013 | versiune digitală | Sony            |
| Noua Zeelandă | 14 iunie 2013 | versiune digitală | Sony            |
| Rusia         | 14 iunie 2013 | versiune digitală | Sony            |
| Suedia        | 14 iunie 2013 | versiune digitală | Sony            |
| Norvegia      | 17 iunie 2013 | versiune digitală | Sony            |
| Spania        | 18 iunie 2013 | versiune digitală | Sony            |
| Elveția       | 21 iunie 2013 | versiune digitală | Sony            |
| Regatul Unit  | 26 iunie 2013 | Radio contemporan | RCA             |